# الإجهاض في فرنسا

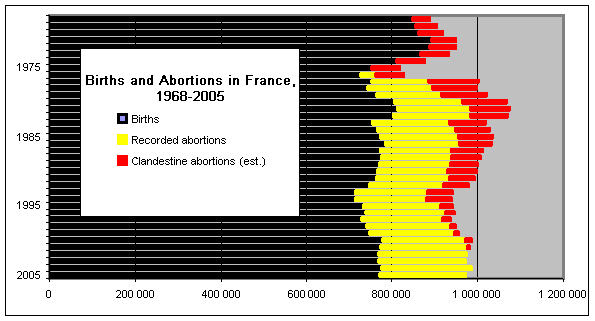
الولادات والإجهاض القانوني والإجهاض السري في فرنسا بين عامي 1968 و 2005.

الإجهاض في فرنسا قانوني عند الطلب حتى 12 أسبوعًا بعد الحمل (14 أسبوعًا بعد آخر دورة شهرية). يُسمح بالإجهاض في مراحل لاحقة من الحمل إذا شهد طبيبان بأن الإجهاض سيتم لمنع حدوث إصابة دائمة خطيرة بالصحة الجسدية أو العقلية للمرأة الحامل ؛ خطر على حياة المرأة الحامل ؛ أو أن الطفل سيعاني من مرض خطير بشكل خاص معروف بأنه غير قابل للشفاء. تم تحرير قانون الإجهاض بموجب قانون الحجاب في عام 1975.

## تاريخ الإجهاض في فرنسا

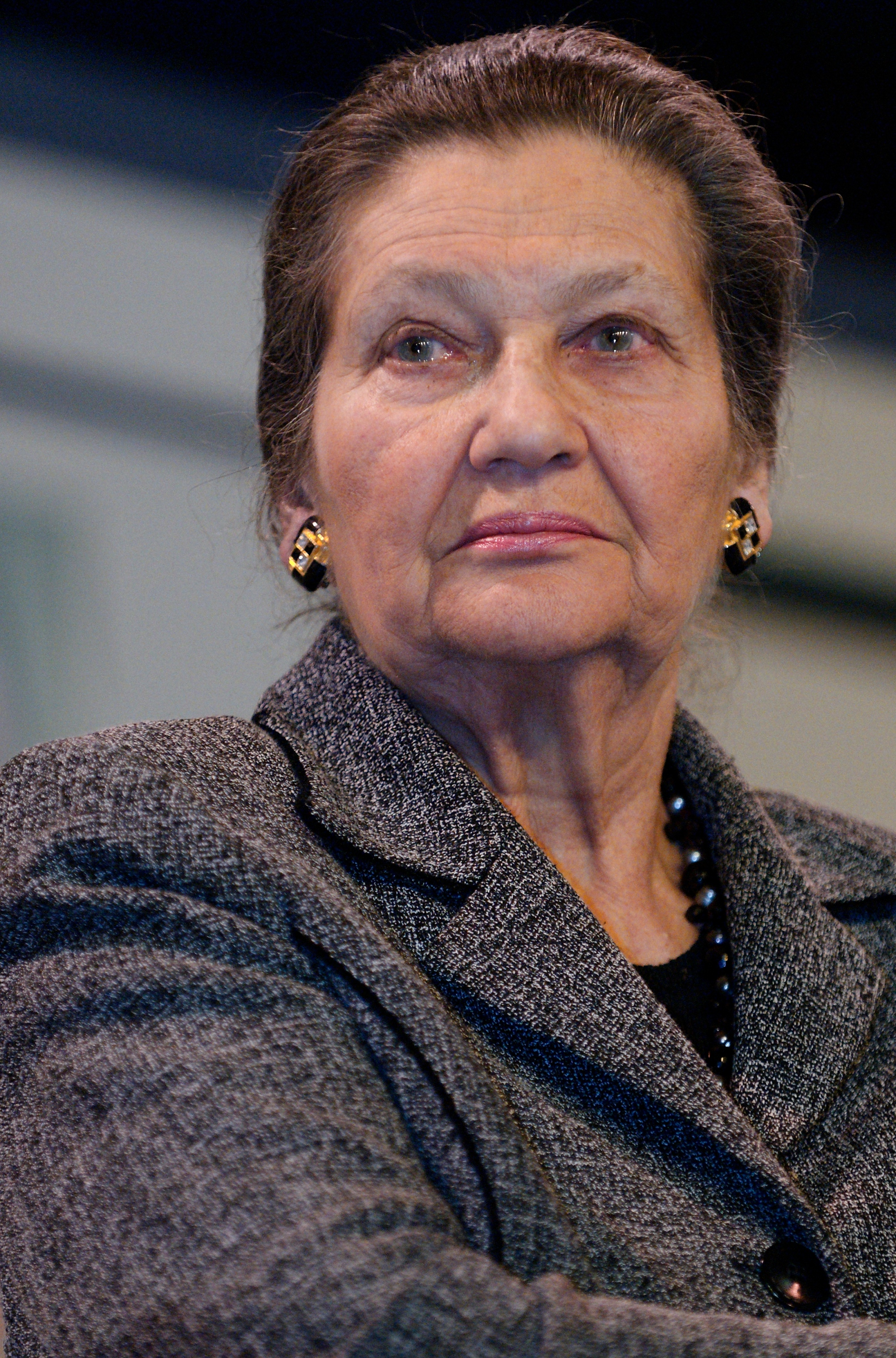
سيمون فيل ، شخصية رئيسية في تقنين الإجهاض عام 1975

في العصور الوسطى ، كان الإجهاض يعتبر خطيئة أساسية من قبل تعاليم الكنيسة الكاثوليكية. تم تشريع الإجهاض خلال الثورة الفرنسية ، ولكن أعيد تجريمه في فرنسا مع فرض قانون نابليون لعام 1810 ، الذي يعاقب أي شخص يقوم بإجراء عملية إجهاض بالسجن. في عام 1939 ، تم تعديل قانون العقوبات للسماح بالإجهاض الذي من شأنه إنقاذ حياة المرأة الحامل. أثناء الاحتلال الألماني خلال الحرب العالمية الثانية ، جعل نظام فيشي الإجهاض جريمة يعاقب عليها بالإعدام. آخر شخص أعدم بتهمة الإجهاض كانت ماري لويز جيرو ، التي تم إعدامها بالمقصلة في 30 يوليو 1943. بعد الحرب ، الموت تم إلغاء عقوبة الإجهاض ، لكن الإجهاض استمر في المقاضاة بقوة.
ظلت معدلات الإجهاض غير القانوني مرتفعة إلى حد ما خلال فترة ما بعد الحرب ، وبدأت أعداد متزايدة من النساء في السفر إلى المملكة المتحدة لإجراء عمليات إجهاض بعد أن شرعت المملكة المتحدة في الإجهاض في عام 1967. شرعت فرنسا الإجهاض في القانون 75-17 المؤرخ 18 يناير 1975 ، الذي سمح للمرأة بإجراء عملية إجهاض عند الطلب حتى الأسبوع العاشر من الحمل. بعد فترة تجريبية ، تم اعتماد القانون 75-17 بشكل دائم في ديسمبر 1979.
ومنذ عام 1982 ، يتحمل نظام الضمان الاجتماعي الفرنسي الكثير من تكاليف عمليات الإجهاض.
كانت فرنسا أول دولة تقنن استخدام الميفيبريستون كمُجهض في عام 1988 ، مما سمح باستخدامه حتى سبعة أسابيع من الحمل تحت إشراف طبيب. حسب تقدير شعبة السكان في الأمم المتحدة ، استخدمت 19٪ من جميع حالات الإجهاض الفرنسية RU-486 اعتبارًا من عام 2002.

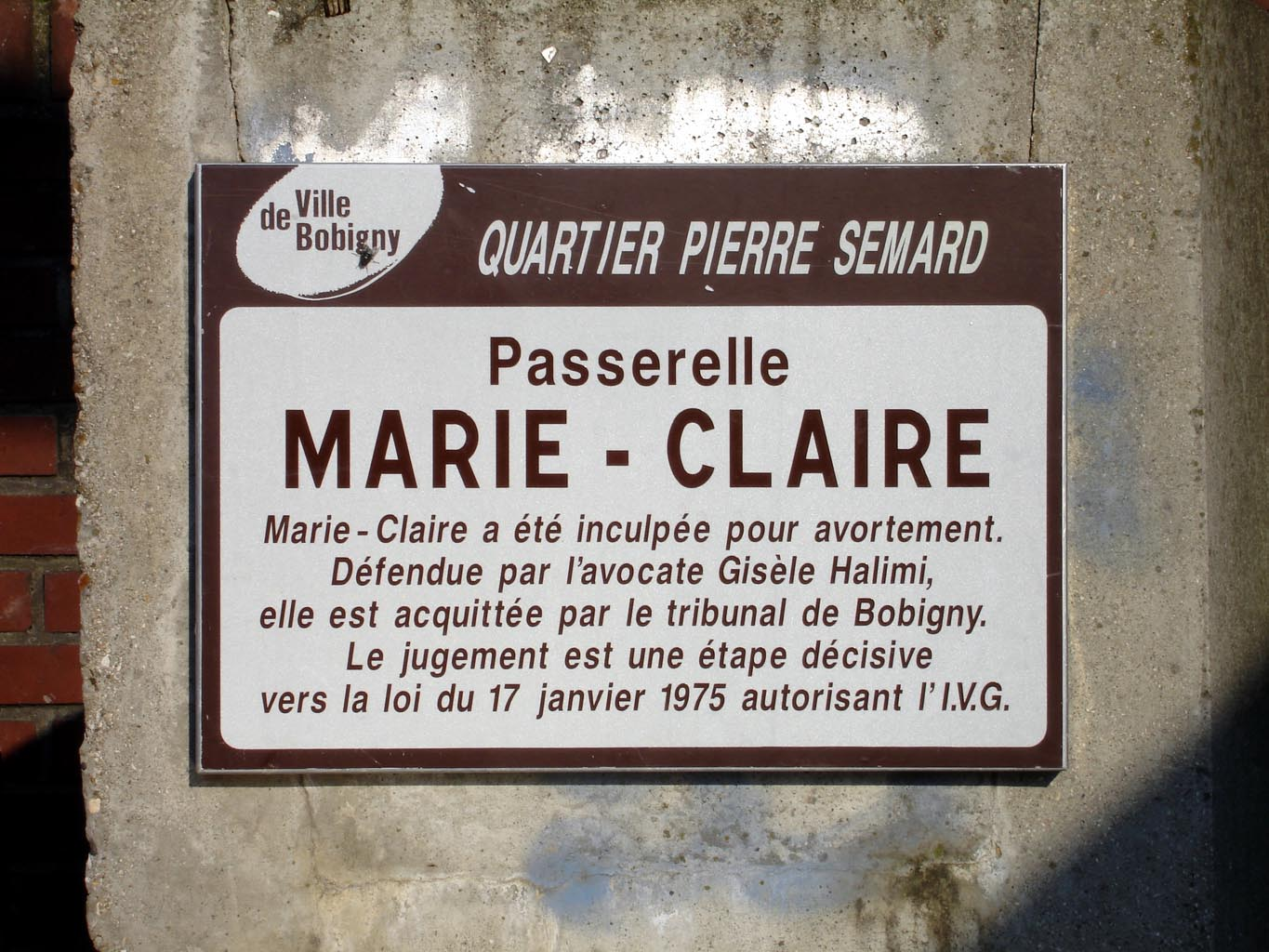
جسر مشاة ماري كلير في بوبيني (سين سان دوني) ، في ذكرى محاكمة حصلت عام 1972 التي انتهت بتبرئة "المجهض" ، وأدت في النهاية إلى قانون 1975 الذي شرع الإجهاض

## القرن الحادي والعشرين
تم إجراء العديد من الإصلاحات في القرن الحادي والعشرين ، مما زاد من تحرير الوصول إلى الإجهاض. تم تمديد حد العشرة أسابيع إلى الأسبوع الثاني عشر في عام 2001. أيضًا منذ عام 2001 ، لم تعد الفتيات القاصرات بحاجة إلى موافقة الوالدين الإلزامية. يمكن للفتاة الحامل التي تقل أعمارها عن 18 عامًا أن تطلب الإجهاض دون استشارة والديها أولاً إذا كان برفقتها إلى العيادة شخص بالغ من اختيارها ، والذي يجب ألا يخبر والديها أو أي طرف ثالث عن الإجهاض. حتى عام 2015 ، فرض القانون فترة «تهدئة» مدتها سبعة أيام بين طلب المريضة الأول لإجراء عملية إجهاض وبيان مكتوب يؤكد قرارها (يمكن تقليل التأخير إلى يومين إذا كانت المريضة تقترب من 12 أسبوعًا) . أُلغيت فترة الانتظار الإلزامية هذه في 9 أبريل 2015.

## انتشار الإجهاض
اعتبارًا من عام 2009 ، كان معدل الإجهاض 17.4 حالة إجهاض لكل 1000 امرأة تتراوح أعمارهن بين 15 و 44 عامًا ، بزيادة طفيفة عن معدل عام 2002 البالغ 16.9 حالة إجهاض لكل 1000 امرأة تتراوح أعمارهن بين 15 و 44 عامًا.

## الحق في الإجهاض بالدستور الفرنسي
أدرجت فرنسا حق الإجهاض في دستورها في 4 مارس 2024 حيث وافق 780 عضوا في البرلمان الفرنسي وعارض 72 عضواً على إدراج جملة "يحدّد القانون الشروط التي تمارس فيها الحرية المكفولة للمرأة باللجوء إلى إنهاء طوعي للحمل"، وبذلك تصبح فرنسا أول دولة تدرج صراحة الإنهاء الطوعي للحمل في دستورها، في خطوة كان الفاتيكان قد تخوّف منها.